# کوسن (مبلمان)
کوسن نوعی بالش نرم هست که با پارچه‌‌های زینتی ساخته می‌شود. 
کوسن هنگام نشستن یا زانو زدن استفاده می‌شود. همچنین می‌شود برای کاهش سفتی و شیب سطح کاناپه یا صندلی از کوسن استفاده کرد.

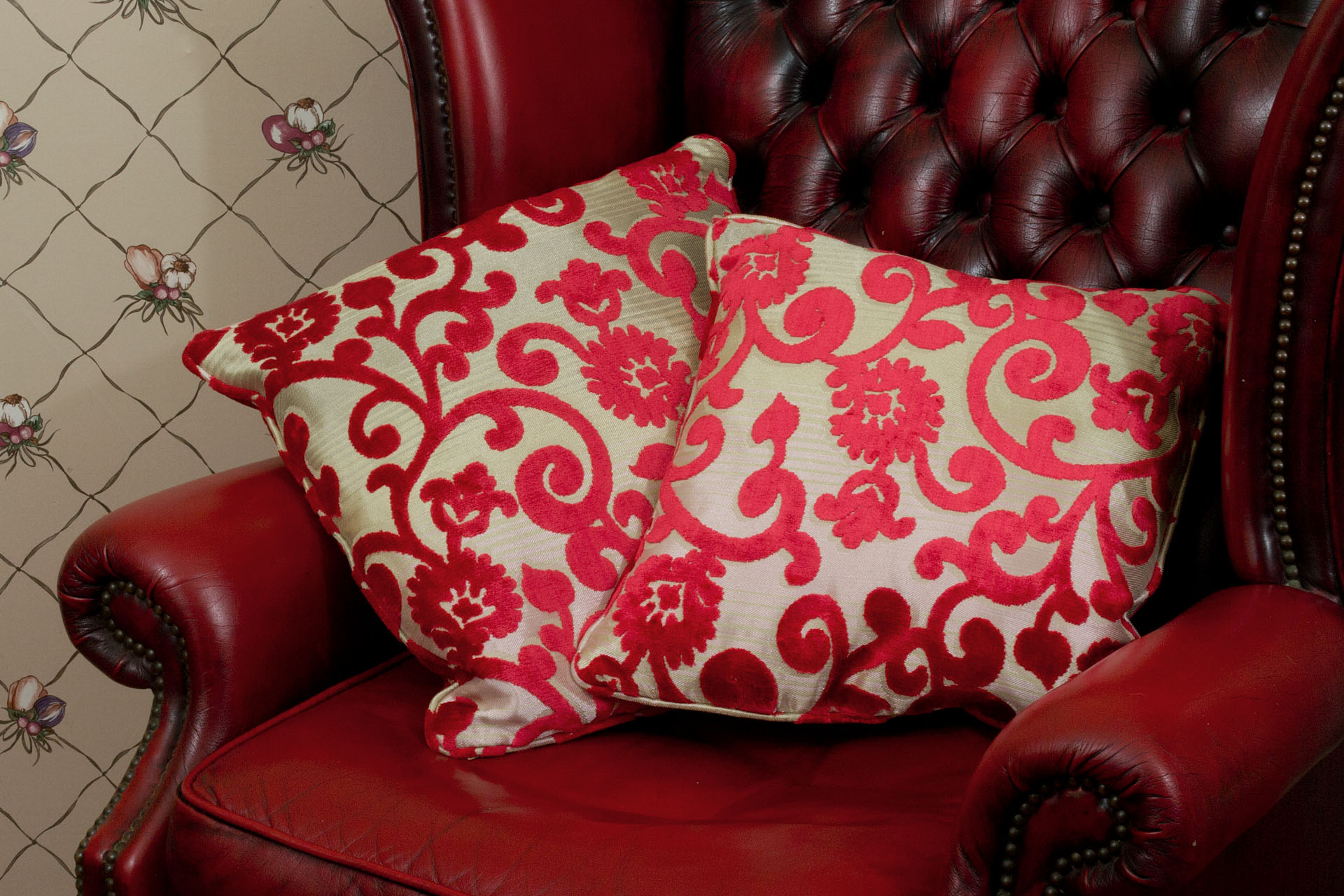
کوسن مبل

کوسن‌های زینتی معمولا از روکشی با پارچه نقش‌دار ساخته و برای تزئین مبلمان به کار برده می‌شود.
درون کوسن معمولا با این موارد پر می‌شود: پشم، مو، پر، الیاف کوتاه پلی‌استر، منسوجات بی‌بافت، کتان، و حتی کاغذ تکه تکه شده.

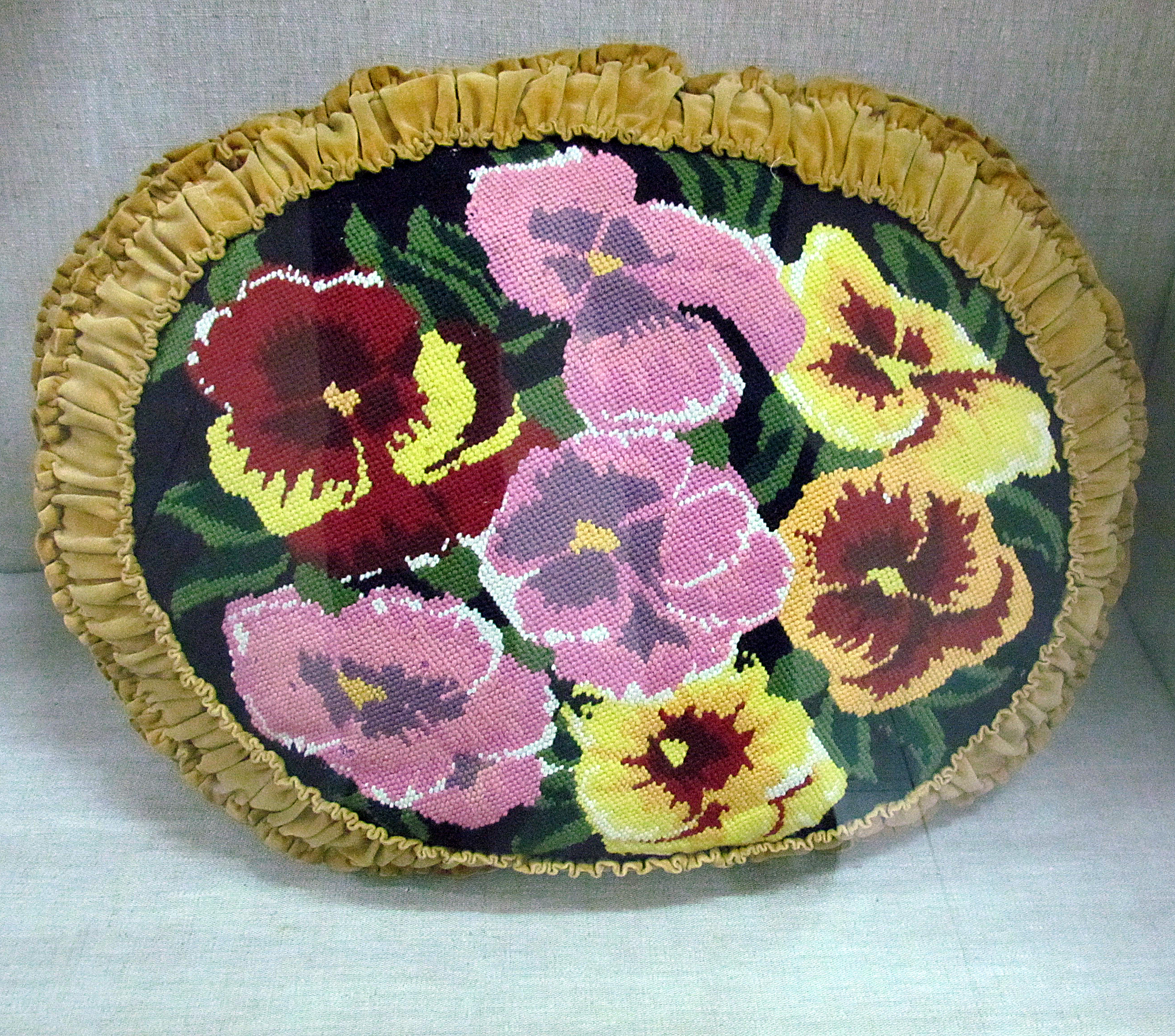
کوسن، موزه یوگسلاوی.

کوسن از قدیمی‌ترین اختراعات انسان هست؛ طبق اسناد‌ به جامانده از اوایل قرون وسطی،‌ کوسن از اشیای موجود در کاخ‌ها و عمارت‌‌ها بود. اگرچه بیشتر کوسن‌های قرون وسطی،‌ ابعاد بزرگی و روکش چرمی داشت؛ و سختی آن به حدی بود که به عنوان صندلی هم به کار برده می‌شد. اما به مرور زمان، از سختی کوسن‌ کاسته شد.
امروزه کوسن در کنار روکش مبلمان استفاده می‌شود.